# Běláskovití
Běláskovití (Pieridae) je čeleď motýlů. Poprvé ji popsal v roce 1835 Philogène Auguste Joseph Duponchel. Na celém světě se vyskytuje přibližně 1200 zástupců této čeledi, na území Česka 18 druhů. Je pro ně charakteristické, že motýli z této čeledi mají obvykle bílá, žlutá či oranžová křídla s tmavými skvrnami a případně i kresbou.
Dělí se na tři podčeledi:
- bělásci Dismorphiinae
- bělásci Pierinae
- žluťásci Coliadinae

## Vyskytující se v Česku
- Bělásek horský (Pieris bryoniae)
- Bělásek hrachorový (Leptidea sinapis)
- Bělásek jižní (Pieris mannii)
- Bělásek luční (Leptidea juvernica)
- Bělásek ovocný (Aporia crataegi)
- Bělásek rezedkový (Pontia daplidice)
- Bělásek řepkový (Pieris napi)
- Bělásek řepový (Pieris rapae)
- Bělásek řeřichový (Anthocharis cardamines)
- Bělásek východní (Leptidea morsei) - v ČR vymřelý
- Bělásek zelný (Pieris brassicae)
- Žluťásek barvoměnný (Colias myrmidone) - v ČR vymřelý
- Žluťásek borůvkový (Colias palaeno)
- Žluťásek čičorečkový (Colias hyale)
- Žluťásek čilimníkový (Colias crocea)
- Žluťásek jižní (Colias alfacariensis)
- Žluťásek řešetlákový (Gonepteryx rhamni)
- Žluťásek tolicový (Colias erate)
- Žluťásek úzkolemý (Colias chrysotheme) - v ČR vymřelý[3]